# Spanien i olympiska sommarspelen 1960
Spanien deltog med 144 deltagare vid de olympiska sommarspelen 1960 i Rom. Totalt vann de en bronsmedalj.

## Medalj

### Brons
- Pedro Amat, Francisco Caballer, Juan Calzado, José Colomer, Carlos del Coso, José Dinarés, Eduardo Dualde, Joaquín Dualde, Rafael Egusquiza, Ignacio Macaya, Pedro Murúa, Pedro Roig, Luis Usoz och Narciso Ventalló

- Landhockey.